# Abraxas cliftoniana
Abraxas cliftoniana är en fjärilsart som beskrevs av Rayner 1907. Abraxas cliftoniana ingår i släktet Abraxas och familjen mätare. Inga underarter finns listade i Catalogue of Life.